# Polistes schach
Polistes schach är en getingart som först beskrevs av Fabricius 1781.  Polistes schach ingår i släktet pappersgetingar, och familjen getingar. Inga underarter finns listade i Catalogue of Life.